# Sar Davān
Sar Davān (persiska: سر دوان) är en ort i Iran.   Den ligger i provinsen Khorasan, i den östra delen av landet, 800 km öster om huvudstaden Teheran. Sar Davān ligger 1 829 meter över havet och antalet invånare är 399.
Terrängen runt Sar Davān är kuperad åt nordväst, men åt sydost är den platt. Runt Sar Davān är det glesbefolkat, med 12 invånare per kvadratkilometer. Närmaste större samhälle är Zohān, 8,7 km nordost om Sar Davān. Omgivningarna runt Sar Davān är i huvudsak ett öppet busklandskap.